# Médaille d'honneur de l'IEEE
La Médaille d'honneur de l'IEEE (en anglais : IEEE Medal of Honor) est la plus haute récompense de l'Institute of Electrical and Electronics Engineers (IEEE). Attribuée pour la première fois en 1917 à Edwin Howard Armstrong, cette médaille est donnée en hommage à une contribution exceptionnelle ou une carrière extraordinaire dans les domaines de l'électricité, de l'électronique et des télécommunications.

## La médaille d'honneur de l'IEEE

Logo de l’IEEE

L’Institute of Electrical and Electronics Engineers ou IEEE (que l’on peut prononcer « i trois e ») est une organisation à but non lucratif. L’IEEE compte un grand nombre de membres, et possède différentes branches dans plusieurs parties du monde. Constituée d’ingénieurs électriciens, d’informaticiens, de professionnels du domaine des télécommunications, etc., l’organisation a pour but de promouvoir la connaissance dans le domaine de l’ingénierie électrique (électricité et électronique).
Originellement créée par l'Institute of Radio Engineers (IRE) sous l'appellation de IRE Medal of Honor, cette médaille a changé de nom lors de la fusion de l'IRE avec l'American Institute of Electrical Engineers (AIEE), fusion ayant abouti à la formation de l'IEEE en 1963.

## Scientifiques récompensés
Liste des récipiendaires :
- 1917 : Edwin Howard Armstrong
- 1918 : non attribuée
- 1919 : Ernst Alexanderson
- 1920 : Guglielmo Marconi
- 1921 : Reginald A. Fessenden
- 1922 : Lee De Forest
- 1923 : John Stone Stone
- 1924 : Michael I. Pupin
- 1926 : Greenleaf W. Pickard
- 1927 : Louis W. Austin
- 1928 : Jonathan Zenneck
- 1929 : George W. Pierce
- 1930 : Peder Oluf Pedersen
- 1931 : Gustave-Auguste Ferrié
- 1932 : Arthur Edwin Kennelly
- 1933 : John Ambrose Fleming
- 1934 : Stanford C. Hooper
- 1935 : Balthasar van der Pol
- 1936 : George Ashley Campbell
- 1937 : Melville Eastham
- 1938 : John Howard Dellinger
- 1939 : Albert G. Lee
- 1940 : Lloyd Espenschied
- 1941 : Alfred N. Goldsmith
- 1942 : Albert H. Taylor
- 1943 : William Wilson
- 1944 : Haraden Pratt
- 1945 : Harold H. Beverage
- 1946 : Ralph Hartley
- 1947 : non attribuée
- 1948 : Lawrence C. F. Horle
- 1949 : Ralph Bown
- 1950 : Frederick Terman
- 1951 : Vladimir Zworykin
- 1952 : William R. G. Baker
- 1953 : John Milton Miller
- 1954 : William L. Everitt
- 1955 : Harald Friis
- 1956 : John V. L. Hogan
- 1957 : Julius Adams Stratton
- 1958 : Albert W. Hull
- 1959 : Emory Leon Chaffee
- 1960 : Harry Nyquist
- 1961 : Ernst A. Guillemin
- 1962 : Edward Victor Appleton
- 1963 : George C. Southworth
- 1964 : Harold Alden Wheeler
- 1965 : non attribuée
- 1966 : Claude Elwood Shannon
- 1967 : Charles H. Townes
- 1968 : Gordon K. Teal
- 1969 : Edward Ginzton
- 1970 : Dennis Gabor
- 1971 : John Bardeen
- 1972 : Jay W. Forrester
- 1973 : Rudolf Kompfner
- 1974 : Rudolf Kalman
- 1975 : John Robinson Pierce
- 1976 : non attribuée
- 1977 : H. Earle Vaughan
- 1978 : Robert Noyce
- 1979 : Richard Bellman
- 1980 : William Shockley
- 1981 : Sidney Darlington
- 1982 : John Tukey
- 1983 : Nicolaas Bloembergen
- 1984 : Norman F. Ramsey
- 1985 : John Roy Whinnery
- 1986 : Jack Kilby
- 1987 : Paul Lauterbur
- 1988 : Calvin Quate
- 1989 : C. Kumar Patel
- 1990 : Robert G. Gallager
- 1991 : Leo Esaki
- 1992 : Amos E. Joel, Jr.
- 1993 : Karl Johan Åström
- 1994 : Alfred Y. Cho
- 1995 : Lotfi Zadeh
- 1996 : Robert Metcalfe
- 1997 : George Harry Heilmeier
- 1998 : Donald Pederson
- 1999 : Charles Concordia
- 2000 : Andrew Grove
- 2001 : Herwig Kogelnik
- 2002 : Herbert Kroemer
- 2003 : Nick Holonyak
- 2004 : Tadahiro Sekimoto
- 2005 :  James Flanagan
- 2006 : James D. Meindl
- 2007 : Thomas Kailath
- 2008 : Gordon Moore
- 2009 : Robert H. Dennard
- 2010 : Andrew Viterbi
- 2011 : Morris Chang
- 2012 : John Hennessy
- 2013 : Irwin Jacobs
- 2014 : B. Jayant Baliga (en)
- 2015 : Mildred Dresselhaus
- 2016 : Dave Forney (en)
- 2017 : Kees A. Schouhamer Immink
- 2018 : Bradford Parkinson (pionnier du GPS)
- 2019 : Kurt Petersen
- 2020 : Chenming Hu
- 2021 : Jacob Ziv
- 2022 : Asad Madni
- 2023 : Vint Cerf
- 2024 : Robert E. Kahn
- 2025 : Henry Samueli